# Ripoll
Ripoll [riˈpoʎ] ist eine Stadt in der Provinz Girona in Katalonien (Spanien). Sie wurde am Zusammenfluss der Flüsse Ter und dessen Nebenfluss Freser gegründet und ist Hauptstadt der Comarca Ripollès in den katalanischen Vorpyrenäen. Die Stadt hat 10.692 Einwohner (Stand: 2024) und eine Fläche von 10,19 km².

## Gemeindegliederung
- Ripoll
- Els Brucs
- La Colònia de Santa Maria
- Llaés
- Ordina
- Rama
- l Remei
- Rocafiguera
- Sant Antoni
- Sant Bartomeu
- Sant Bernabé de les Tenes
- Sant Roc

## Geschichte

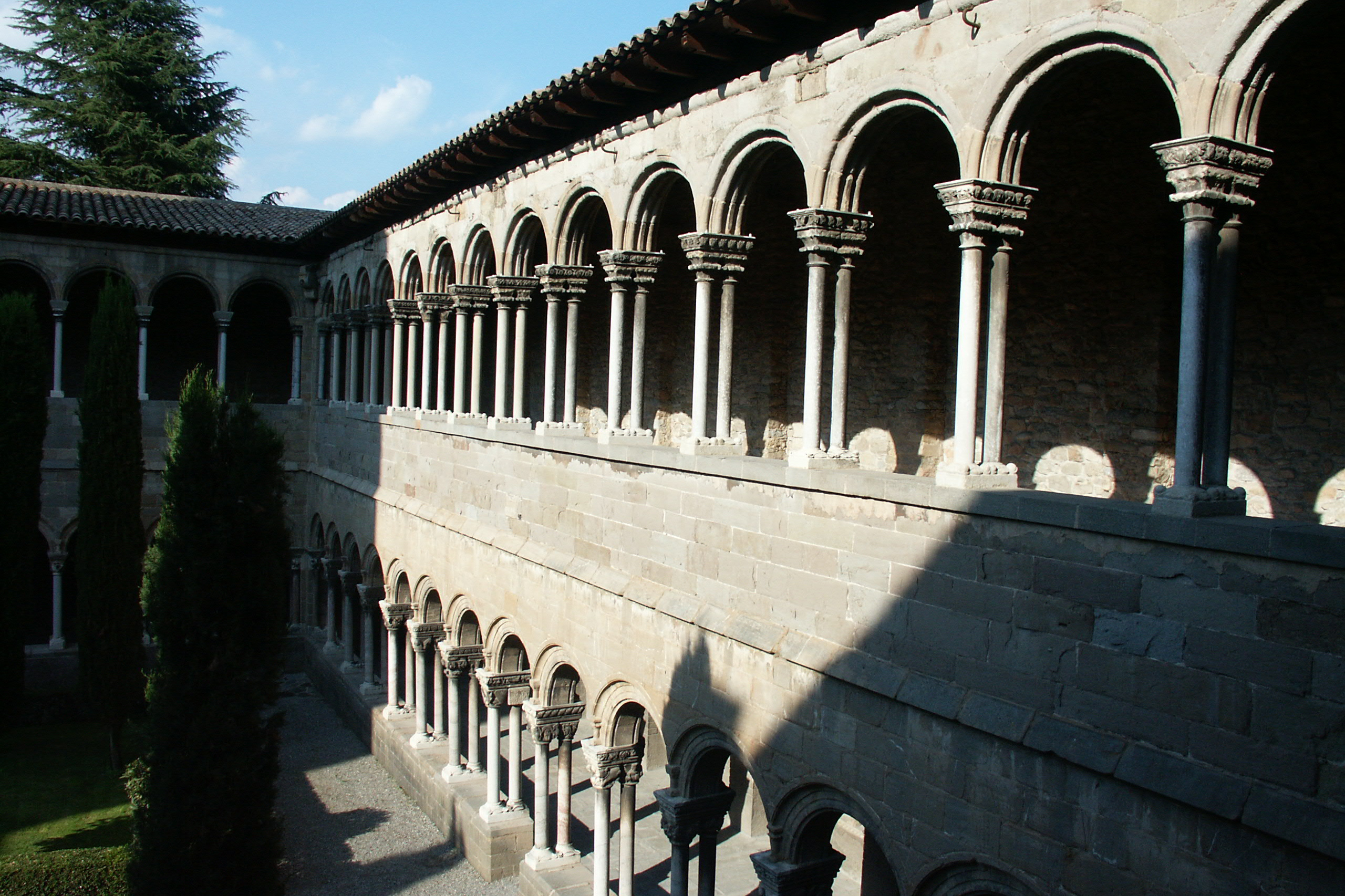
Zweigeschossiger romanischer Kreuzgang Kloster Ripoll

Keimzelle des Ortes ist Santa Maria de Ripoll, eine ehemalige Benediktiner-Abtei. Dieses Kloster wurde von dem Grafen Wilfried dem Haarigen (Guifré el Pilós) 879 oder 880 gegründet. Er ist in der Kirche bestattet. Das Kloster ist berühmt für seine Buchmalerei (Museum vor Ort).

## Städtepartnerschaft
- Prades im Département Pyrénées-Orientales, (Frankreich) seit 1981

## Söhne und Töchter
- Concepció Ferrer (* 1938), Politikerin
- Carlos Palau (* 1959), Autorennfahrer